# Karel Hodík
Karel Hodík (ur. 10 grudnia 1921 w Mokřanach, zm. 8 września 2009 w Starej Boleslavie) – czeski duchowny rzymskokatolicki, sporadycznie dziennikarz i publicysta.

## Życiorys
Urodził się 10 grudnia 1921 w Mokřanach. 29 czerwca 1947 został wyświęcony na kapłana w katedrze Świętego Ducha w Hradec Králové. Następnie służył jako kapelan w miastach Přelouč (1948–1950) i Uście nad Orlicą. 1 maja 1952 został powołany jako administrator w parafiach Dolní Dobrouč i Hnátnice, gdzie stał się autorytetem w wielu sprawach oraz krytykiem moralności reżimu komunistycznego. 2 maja 1960 został aresztowany przez Státní bezpečnost i cofnięto zgodę państwa na wykonywanie obowiązków kapłańskich. 1 października 1968 został mianowany administratorem w Úpici i administratorem excurrendo w Hořičkach. Po wypadku samochodowym otrzymał 1 czerwca 1976 rentę inwalidzką i od 1 stycznia 1984 do 31 października 2007 pełnił funkcję proboszcza w gminie Lučice w powiecie Havlíčkův Brod. 8 stycznia 2008 opuścił probostwo i zamieszkał w Domu Księży Seniorów w Starej Boleslavie, gdzie 8 września 2009 zmarł.

## Twórczość
Jest autorem licznych kazań i kilku artykułów prasowych.